# The Miles Davis and Tadd Dameron Quintet in Paris
The Miles Davis and Tadd Dameron Quartet in Paris è un album live di Miles Davis e Tadd Dameron, pubblicato dalla Columbia Records nel 1977.

## Tracce
Lato A
1. Rifftide – 4:33 (Coleman Hawkins) – Registrato l'8 maggio 1949 al "Salle Pleyel" di Parigi (Francia)
2. Good Bait – 5:47 (Tadd Dameron, Count Basie) – Registrato l'8 maggio 1949 al "Salle Pleyel" di Parigi (Francia)
3. Don't Blame Me – 4:18 (Dorothy Fields, Jimmy McHugh) – Registrato l'8 maggio 1949 al "Salle Pleyel" di Parigi (Francia)
4. Lady Bird – 4:59 (Tadd Dameron) – Registrato l'8 maggio 1949 al "Salle Pleyel" di Parigi (Francia)

Lato B
1. Wah-Hoo – 5:33 (Cliff Friend) – Registrato 9-15 maggio 1949 al "Salle Pleyel" di Parigi (Francia)
2. Allen's Alley – 4:24 (Denzil Best) – Registrato 9-15 maggio 1949 al "Salle Pleyel" di Parigi (Francia)
3. Embraceable You – 4:01 (George Gershwin, Ira Gershwin) – Registrato 9-15 maggio 1949 al "Salle Pleyel" di Parigi (Francia)
4. Ornithology – 3:47 (Benny Harris, Charlie Parker) – Registrato 9-15 maggio 1949 al "Salle Pleyel" di Parigi (Francia)
5. All the Things You Are – 4:11 (Oscar Hammerstein II, Jerome Kern) – Registrato 9-15 maggio 1949 al "Salle Pleyel" di Parigi (Francia)

## Musicisti
The Miles Davis/Tadd Dameron Quintet
- Miles Davis  - tromba
- Tadd Dameron  - pianoforte
- James Moody  - sassofono tenore (tranne brano : A3)
- Barney Spieler  - contrabbasso
- Kenny Clarke  - batteria